# René Echevarria
René Echevarria (St. Petersburg, ...) è un regista e produttore televisivo statunitense di origini cubane.
Ha partecipato alla sceneggiatura di Star Trek: The Next Generation e Star Trek: Deep Space Nine e delle serie televisive L'incredibile Michael, Dark Angel e Medium; inoltre, è il co-creatore e sceneggiatore di 4400.
Echevarria compare in un cameo nell'episodio finale di Deep Space Nine (Quel che si lascia), nello sfondo della scena ambientata al Vic Fontaine's Lounge.

## Episodi di Star Trek accreditati

### The Next Generation
- The Offspring
- Transfigurations
- The Mind's Eye
- The Perfect Mate
- I, Borg
- True Q
- Ship in a Bottle
- Face of the Enemy
- Birthright, Part II
- Second Chances
- Descent, Part II
- Inheritance
- Lower Decks
- Eye of the Beholder
- Firstborn
- Preemptive Strike

### Deep Space Nine
- Equilibrium
- Past Tense, Part II
- Improbable Cause
- Explorers
- Facets
- Rejoined
- Crossfire
- The Muse
- …Nor the Battle to the Strong
- Trials and Tribble-ations
- The Begotten
- A Simple Investigation
- Children of Time
- Behind the Lines
- Statistical Probabilities
- Honor Among Thieves
- Afterimage
- Chrysalis
- Covenant
- Chimera
- Penumbra
- When It Rains...
- The Dogs of War